# Urbanus (artiest)
Urbanus, artiestennaam van Urbain Joseph Servranckx (Sint-Gertrudis-Pede, 7 juni 1949), is een Belgische komiek, cabaretier, zanger, gitarist, stripauteur en acteur.
Urbanus geniet sinds 1974 populariteit in zowel Vlaanderen als Nederland. Alhoewel hij vooral bekendstaat als komiek, werden ook zijn liedjes bekende hits, zoals Bakske vol met stro (1979), Madammen met een bontjas (1980) en Hittentit (1982). Tot 2008 waren twee films waarin hij de hoofdrol speelde, Hector (1987) en Koko Flanel (1990), de grootste Vlaamse kaskrakers in de bioscoop. Urbanus is ook een productief scenarist van stripverhalen, zoals zijn eigen vedettestrip Urbanus en de series De Geverniste Vernepelingskes, Plankgas en Plastronneke en Mieleke Melleke Mol.
Zijn humoristische stijl kan omschreven worden als absurd, volks, subversief, anarchistisch en soms populistisch.

## Biografie

### Jeugd
Het ouderlijk huis van Urbain Servranckx stond in het centrum van Sint-Gertrudis-Pede. Veel van zijn eerste sketches hebben dan ook betrekking op de gebeurtenissen die zich daar afspeelden. Hij volgde aldaar het kleuteronderwijs in het schooltje van de zusters Annunciaten, daarna volgde hij het middelbaar onderwijs. Ondanks zijn goede resultaten stopte hij op vijftienjarige leeftijd omdat hij "zich verveelde bij de paterkes" en ging werken in een bakkerij en nadien in een magazijn van een platenmaatschappij. Gedurende zes jaar volgde hij de avondschool aan het Sint-Lucas-instituut te Schaarbeek. Daar volgde hij de opleiding publiciteitstekenen omdat er in de jaren zeventig nog geen opleiding bestond voor striptekenaar. Hij kreeg er les van onder anderen Daniël Geirnaert, die een grote invloed uitoefende op Urbain. Urbain liet zelfs zijn examen mislukken in het derde jaar om maar opnieuw van Geirnaert les te kunnen krijgen.

### Popgroep ANUS / Anus
Zijn komisch talent werd sterk beïnvloed door zijn oom Maurice Servranckx, uitbater van een herberg naast zijn ouderlijk huis. Urbain zocht zich een weg naar het podium, geïnspireerd door Jan De Wilde en Zjef Vanuytsel. Samen met een aantal andere studenten van Sint-Lucas werd in 1973 de groep ANUS opgericht. Daniël Geirnaert ontwierp de affiches voor de eerste optredens. De groep werd echter niet serieus genomen en heeft het maar enkele maanden uitgehouden. Urbain ging in 1974 solo onder de naam Urbanus Van Anus met liedjes en conferences. Nadat de toenmalige BRT (Belgische Radio en Televisie) hem had gevraagd voor een komische act liet hij de benaming "Van Anus" vallen en sindsdien is het kortweg Urbanus. De eerste hoes van Urbanus leevend werd eveneens getekend door Daniël Geirnaert.

### Cabaretier

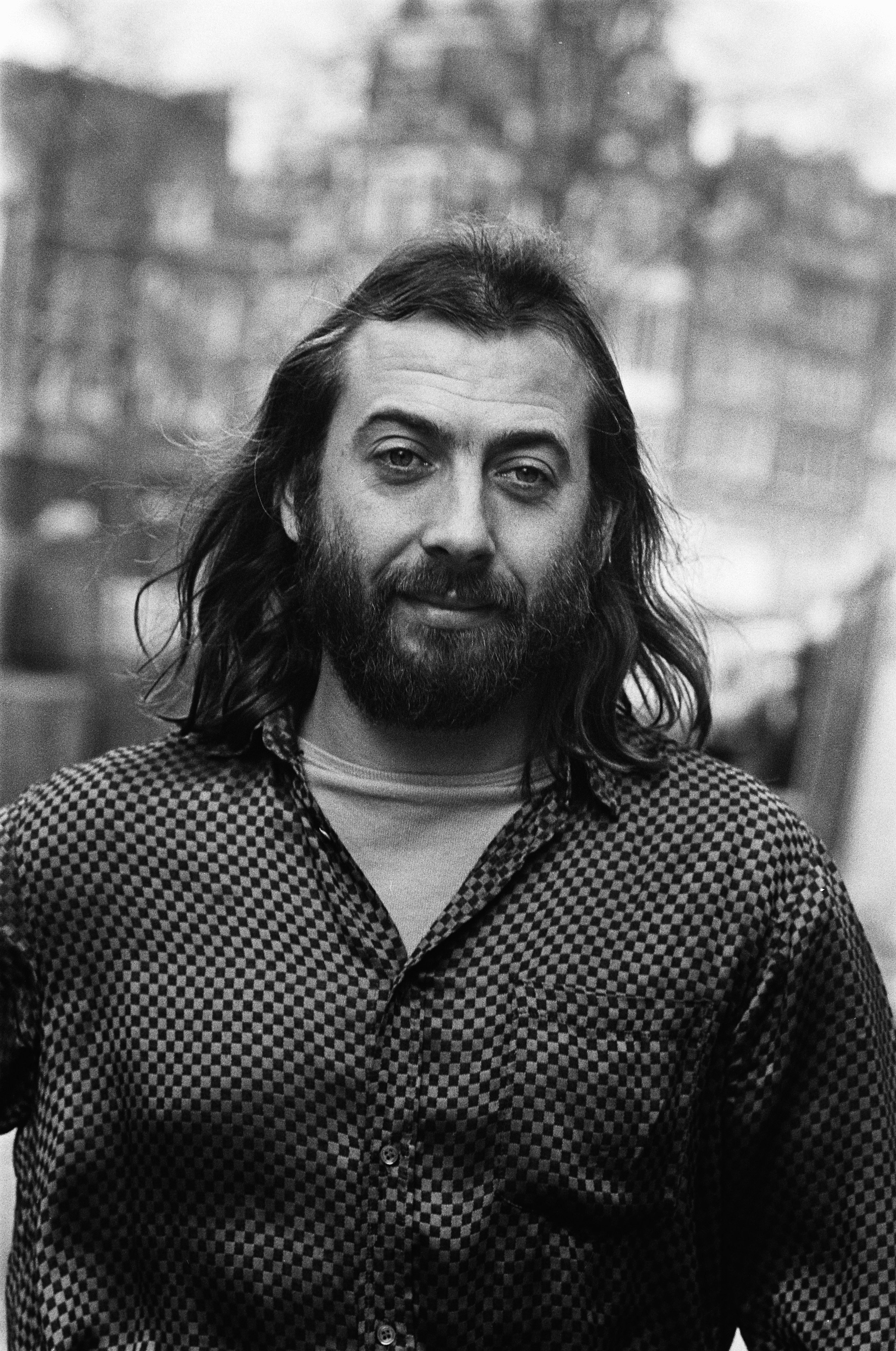
Urbanus in 1979

Vanaf het begin van de jaren 70 stond Urbanus in de Vlaamse theaters met de begeleidingsgroep Anus. Al snel ging hij solo de theaters in als Urbanus Van Anus. In 1974 kwam zijn eerste lp uit, Urbanus Van Anus leevend. Dit debuut was goed voor vijf hitsingles. Naar aanleiding van zijn theatersuccessen werd hij door de VRT gevraagd een komische act te verzorgen in het programma Zorg dat je d'er bij komt. Urbanus' antwoord hierop was: "Nu gaan zelfs de blinden mij herkennen". Vanaf 1975 trad hij ook in Nederlandse theaters op. Eind jaren 70 liet hij op advies van Drs. P "Van Anus" vallen en noemde hij zichzelf simpelweg Urbanus. In 1978 verscheen er van het nummer De belastingscontroleur al een videoclip. Zijn plaat Bakske vol met stro (1979), een kerstlied dat de geboorte van Jezus parodieerde, leverde hem kritiek op van de Rooms-Katholieke Kerk en veel gelovigen. Er werden zo'n 150.000 exemplaren van verkocht.

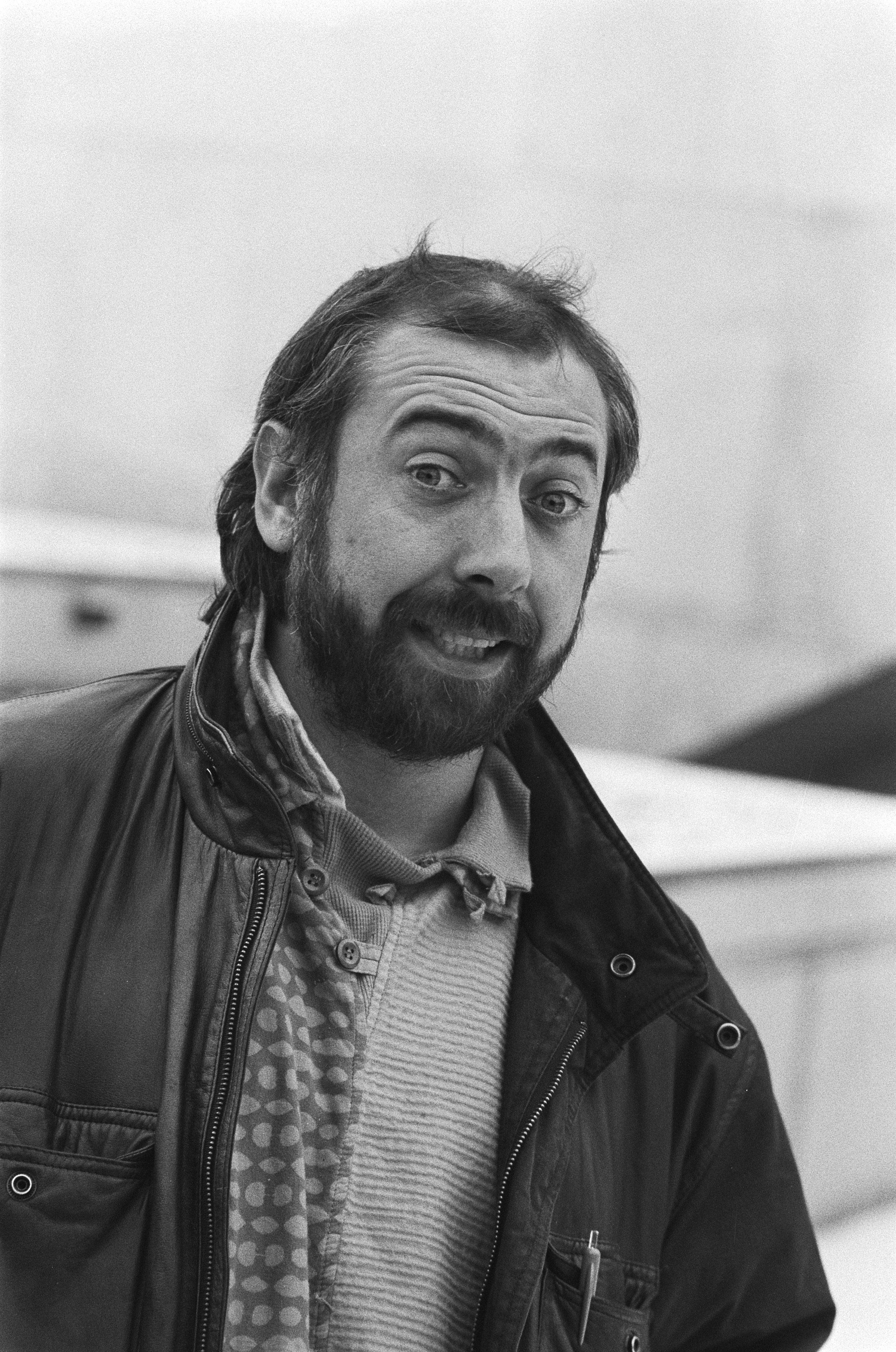
Urbanus in 1985

In 1983 haalde zijn dubbelelpee Urbanus 10 jaar live de platinastatus, en zijn Michel Sardou parodiërende single Quand les zosiaux chantent dans le bois (Als de vogeltjes in 't bos zingen) was wederom een succes. In 1983 schitterde hij in het door hemzelf gemaakte televisieprogramma Beter 10 crises in de lucht dan 1 in ons land. In 1985 verscheen zijn liedjes-album Donders en bliksems. In deze periode was hij ook in het theater te zien en deze opnamen verschenen op het dubbelalbum Urbanus in 't echt.
In 1991 trad hij op in het spelprogramma Wie ben ik? op VTM, gepresenteerd door Goedele Liekens. Een jaar later speelde hij in het sketchprogramma Meer moet dat niet zijn op VTM, samen met Liekens en Werther Vander Sarren.
In 1995 speelde Urbanus in de 12-delige televisiereeks Genoeg gelachen, nu humor, wat goed was voor een wekelijkse notering in de top vijf van de kijkcijfers. Er kwam ook een single uit, nadat hij tien jaar geen plaat meer gemaakt had. Het nummer Poesje stoei was meteen goed voor een nummer 1-hit. Zijn album Iedereen beroemd verscheen en Urbanus stond ook weer in het theater met zijn programma Hiep Hiep Rahoe. Een paar jaar later volgde er een nieuwe show: Ik ben een Plastiek Zakske. Deze laatste twee shows zijn verschenen op cd en dvd.
In 2005 verscheen de serie Urbain, 7 afleveringen van 30 minuten, waarin Urbanus zichzelf speelt in een fictieve reeks over zijn leven. Deze was te zien op de Vlaamse zender Eén en een jaar later op het Nederlandse Nederland 2. De serie verscheen op dvd.
Eén kwam in 2006 met In de ban van Urbanus, een programma waarin sketches van Urbanus werden afgewisseld met interviews waarin de jonge generatie komieken vertellen welke impact Urbanus op hen heeft gehad.
In 2011 bracht Urbanus een show met hoogtepunten onder de noemer Urbanus Zelf. In 2012 en 2013 ging Urbanus met deze show op tournee in Vlaanderen, in 2013 en 2014 door Nederland. Er verscheen een dvd en cd van deze show.
Zijn nummer Bakske vol met stro werd in 2014 opgenomen in De Eregalerij van de Vlaamse Klassiekers van Radio 2. Tijdens de zomer van datzelfde jaar ging Urbanus op tournee met de rockband De Fanfaar. Ze traden op in Nederland en België. Een liveopname verscheen op de cd-box Urbanus Integraal.
In 2017 begon Urbanus aan een nieuwe show in het theater. In Vlaanderen luidde de titel Trecto Pnix, in Nederland Lij Kner Ge Sop. De tournee door Nederland werd stopgezet vanwege de uitgebroken coronapandemie.
In februari 2022 kondigde Urbanus met Bis Bis Bis een nieuwe theatertournee aan, waarin hij terugblikte op zijn 50-jarige carrière. Hij bracht in elke voorstelling ook opnieuw een aantal van zijn bekendste liedjes. Voor de eerste voorstellingen verving hij de shows van Jacques Vermeire in verschillende culturele centra. Die shows moesten worden geannuleerd nadat Vermeire thuis bij een val zijn schouder had gebroken. In 2025 verschijnt Bis Bis Bis op dubbel-CD, DVD en 2LP. 

### Strips

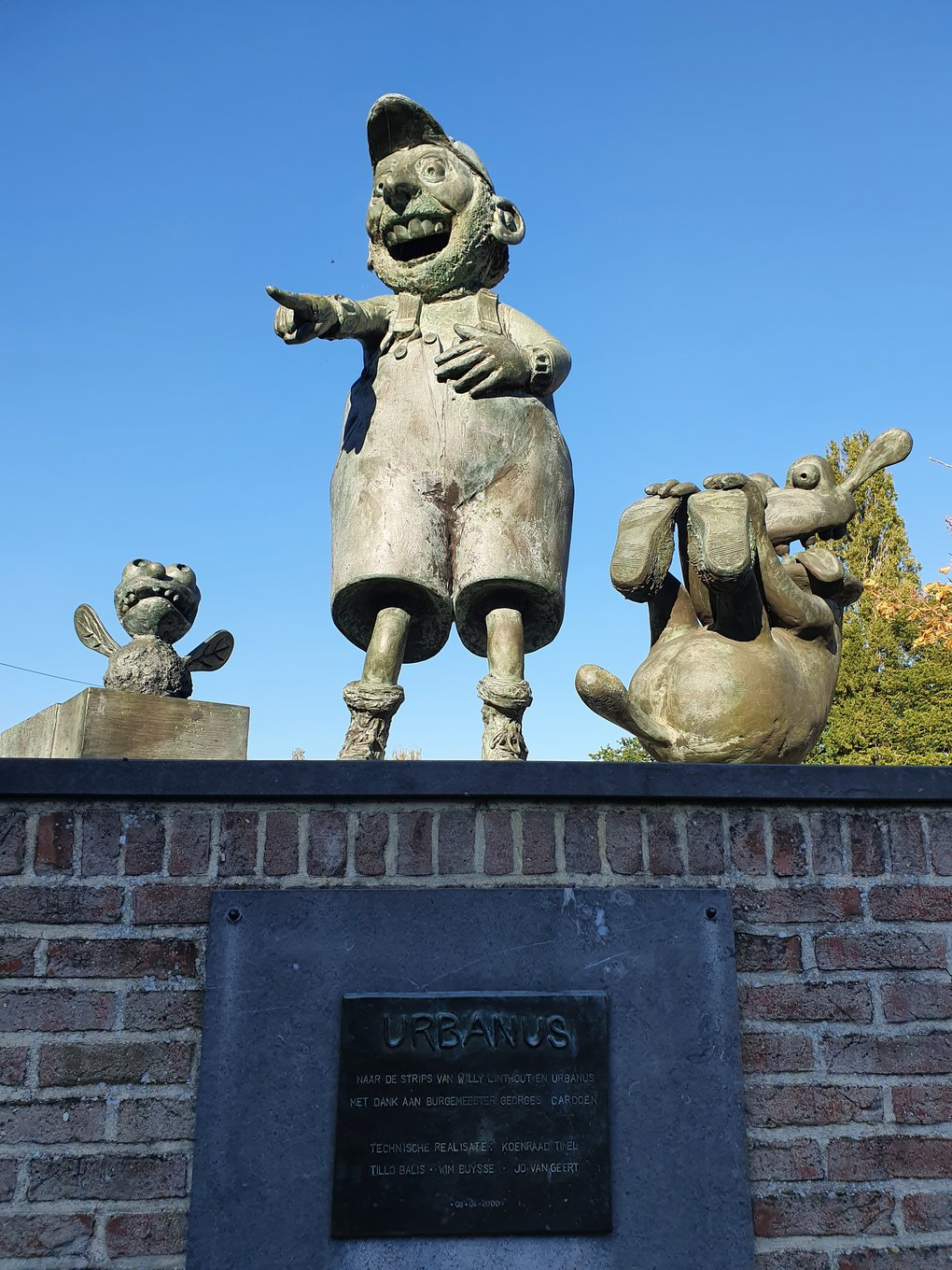
Standbeeld in Tollembeek van de stripfiguren Urbanus en zijn vriendjes Amedee en Nabuko Donosor

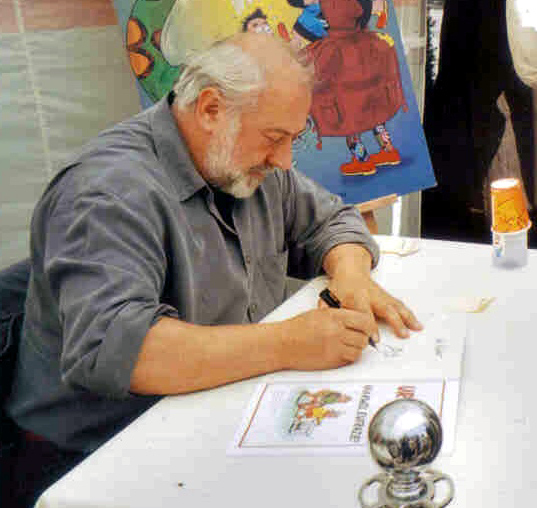
Urbanus signeert zijn strip (2004)

Urbanus is ook de naam van de stripreeks die in 1983 startte en tot 2022 doorgegaan is. In deze strips worden de komische avonturen uit de fictieve jeugd van Urbanus in zijn woonplaats Tollembeek uit de doeken gedaan. De stripverhalen worden door Urbanus samen met tekenaar Willy Linthout gemaakt. De eerste strip, Het fritkotmysterie, werkte aanstekelijk en er verschenen vier tot vijf albums per jaar bij de Antwerpse Uitgeverij Loempia. Tegenwoordig worden de strips uitgegeven door Standaard Uitgeverij.
Met Jan Bosschaert als tekenaar startte Urbanus in 1998 een nieuwe stripreeks: De Geverniste Vernepelingskes, waarin vele Bekende Vlamingen belachelijk worden gemaakt.
In 2003 begon Urbanus twee nieuwe stripreeksen met Dirk Stallaert: Mieleke Melleke Mol en Plankgas en Plastronneke.
Van 2002 tot 2004 verzorgde Urbanus ook het scenario van de eerste vier albums van Klein Suske en Wiske. Jeff Broeckx verzorgde de tekeningen.

### Films
De eerste film van Urbanus, Hector, kwam in oktober 1987 uit. Urbanus schreef het scenario samen met de debuterende regisseur Stijn Coninx. Het werd een enorm succes. De film won de eerste prijs op het Internationale Festival van de Komische Film in Chamrousse (Frankrijk) en Urbanus ontving er de prijs "beste acteur" van Radio France en Le Dauphiné Libéré. Hector was op dat moment ook het grootste kassucces ooit in de Belgische geschiedenis.
Dit succes op het witte doek vroeg om een vervolg en in 1990 kwam Koko Flanel uit, opnieuw in samenwerking met Stijn Coninx. Deze film verpulverde zelfs het vorige record van Hector en was 18 jaar lang het grootste kassucces in de Belgische filmgeschiedenis. Pas in 2009 werd dit record verbroken door Loft van Erik Van Looy en Bart De Pauw.

### Monopoly-editie
Urbanus kreeg als eerste Vlaamse artiest een officiële uitgave van het bordspel Monopoly. In tegenstelling tot de strips tekende Urbanus zelf alle tekeningen voor het spelbord.

### Autobiografie
In 2021 bracht Urbanus zijn autobiografie uit onder de titel En van waar dit allemaal komt. Wekenlang was dit het bestverkochte boek in de Standaard Boekhandel. In vier maanden tijd verscheen driemaal een herdruk, goed voor een totaal van 13.000 boeken.

## Theaterprogramma's
- 1982 - Urbanus Live
- 1985 - Urbanus in 't echt
- 1998 - Hiep hiep rahoe fantastisch live
- 2001 - Ik ben een plastiek zakske
- 2013-2015 - Urbanus Zelf
- 2017-2019 - Trecto Pnix (Lij Kner Ge Sop in Nederland)
- 2022-2024 - Bis Bis Bis
- 2025 - De Bes Tof

## Discografie

### Albums
| Album met eventuele hitnotering(en) in de Nederlandse Album Top 100 | Datum van verschijnen | Datum van binnenkomst | Hoogste positie | Aantal weken | Opmerkingen               |
| ------------------------------------------------------------------- | --------------------- | --------------------- | --------------- | ------------ | ------------------------- |
| Urbanus Van Anus leevend                                            | 1974                  | -                     |                 |              |                           |
| Urbanus Van Anus in de wei(de) / op de vijver                       | 1975                  | -                     |                 |              |                           |
| Drie sprookjes                                                      | 1977                  | -                     |                 |              |                           |
| Volle maan                                                          | 1978                  | -                     |                 |              |                           |
| Is er toevallig een Urbanus in de zaal?                             | 1980                  | 31-01-1981            | 30              | 4            | Livealbum                 |
| Urbanus VI                                                          | 1982                  | 30-10-1982            | 19              | 15           | Livealbum                 |
| Tien jaar live                                                      | 1983                  | 31-12-1983            | 29              | 4            | Livealbum / Verzamelalbum |
| Urbanus' plezantste                                                 | 1985                  | 19-10-1985            | 5               | 21           | Livealbum / Verzamelalbum |
| Donders en bliksems                                                 | 1985                  | 21-12-1985            | 67              | 1            |                           |
| In 't echt!                                                         | 1986                  | 14-11-1987            | 45              | 10           | Livealbum                 |
| Iedereen beroemd                                                    | 1995                  | -                     |                 |              |                           |
| Urbanus Vobiscum                                                    | 2007                  | -                     |                 |              | Tributealbum              |
| Wie dit leest is zot!                                               | 2010                  | -                     |                 |              |                           |
| Goe poeier!                                                         | 2011                  | -                     |                 |              | Verzamelalbum             |
| In roer en rep                                                      | 2022                  | -                     |                 |              |                           |

| Album met hitnotering(en) in de Vlaamse Ultratop 200 albums | Datum van verschijnen | Datum van binnenkomst | Hoogste positie | Aantal weken | Opmerkingen               |
| ----------------------------------------------------------- | --------------------- | --------------------- | --------------- | ------------ | ------------------------- |
| Urbanus Vobiscum                                            | 2007                  | 17-11-2007            | 2               | 22           | Tributealbum              |
| Wie dit leest is zot!                                       | 2010                  | 30-10-2010            | 7               | 18           | Goud                      |
| Goe poeier!                                                 | 2011                  | 26-11-2011            | 2               | 68           | Platina Verzamelalbum     |
| Wan troe tie!                                               | 2013                  | 16-11-2013            | 4               | 36           | Goud                      |
| Integraal                                                   | 2014                  | 29-11-2014            | 51              | 42           | Verzamelalbum             |
| Urbanus Zelf: theatertoer 2013-2015                         | 2016                  | 19-11-2016            | 17              | 21           | Livealbum / Verzamelalbum |
| De legende                                                  | 2017                  | 30-09-2017            | 16              | 19           |                           |
| Trecto pnix                                                 | 2019                  | 30-11-2019            | 40              | 8            |                           |
| In roer en rep                                              | 2022                  | 10-12-2022            | 23              | 10           |                           |

### Singles
| Single met eventuele hitnotering(en) in de Nederlandse Top 40 | Datum van verschijnen | Datum van binnenkomst | Hoogste positie | Aantal weken | Opmerkingen                 |
| ------------------------------------------------------------- | --------------------- | --------------------- | --------------- | ------------ | --------------------------- |
| Kodazuur                                                      | 1982                  | -                     |                 |              | Nr. 50 in de Single Top 100 |
| Hittentit                                                     | 1982                  | -                     |                 |              | Nr. 50 in de Single Top 100 |
| Poesje stoei                                                  | 1994                  | 18-02-1995            | 15              | 9            | Nr. 12 in de Single Top 100 |

| Single met hitnotering(en) in de Vlaamse Ultratop 50 | Datum van verschijnen | Datum van binnenkomst | Hoogste positie | Aantal weken | Opmerkingen                                            |
| ---------------------------------------------------- | --------------------- | --------------------- | --------------- | ------------ | ------------------------------------------------------ |
| Bakske vol met stro                                  | 1979                  | 22-12-1979            | 1 (2 wk)        | 9            | Nr. 1 in de Radio 2 Top 30 Nr. 1 in de Vlaamse Top 10  |
| Quand les zosiaux chantent dans le bois              | 1980                  | 06-12-1980            | 3               | 9            | Nr. 3 in de Radio 2 Top 30                             |
| Kodazuur                                             | 1982                  | 10-07-1982            | 39              | 1            | Nr. 1 in de Vlaamse Top 10                             |
| Hittentit                                            | 1982                  | 04-12-1982            | 24              | 4            | Nr. 22 in de Radio 2 Top 30 Nr. 1 in de Vlaamse Top 10 |
| Awel mercie / 1-2-3 rikke tikke tik                  | 1983                  | 24-09-1983            | 27              | 3            | Nr. 2 in de Vlaamse Top 10                             |
| The scratchin' zwaantjes                             | 1984                  | 07-04-1984            | 10              | 9            | Nr. 13 in de Radio 2 Top 30 Nr. 1 in de Vlaamse Top 10 |
| Poesje stoei                                         | 1994                  | 07-01-1995            | 8               | 14           | Nr. 1 in de Vlaamse Top 10                             |
| De paashaas                                          | 1995                  | 22-04-1995            | 12              | 6            | Nr. 12 in de Radio 2 Top 30 Nr. 3 in de Vlaamse Top 10 |
| CO2 prostituee                                       | 2007                  | 03-11-2007            | tip16           | -            | Nr. 11 in de Radio 2 Top 30                            |
| Zetpilcar                                            | 2013                  | 16-11-2013            | tip2            | -            | met Isolde Lasoen Nr. 2 in de Vlaamse Top 10           |
| De wereld is om zeep                                 | 2015                  | 11-07-2015            | tip6            | -            | met De Fanfaar Nr. 12 in de Vlaamse Top 50             |
| Bakske vol met stroo                                 | 2015                  | 19-12-2015            | tip16           | -            | met De Fanfaar Nr. 10 in de Vlaamse Top 50             |
| Annie zingt een liedje                               | 2017                  | 09-09-2017            | tip7            | -            | Nr. 3 in de Vlaamse Top 50                             |
| De ladder                                            | 2017                  | 02-12-2017            | tip             | -            | Nr. 39 in de Vlaamse Top 50                            |

## Trivia
- Urbanus was aanwezig als bezoeker op het legendarische Isle of Wight Festival van 1970.
- De Nederlandse punkgroep Heideroosjes ontleent zijn groepsnaam aan een conference van Urbanus waarin hij spottend zei dat hij een liedje had geschreven voor "de Limburgse hardrockformatie de Heideroosjes". In 2004 trad Urbanus samen met de groep op tijdens Rock Werchter. Op de jubileum-cd van de Heideroosjes, 20 Years: Ode & Tribute zingt Urbanus het nummer Ze smelten de Paashaas. In 2007 speelde Urbanus een rol in hun videoclip van Lekker belangrijk.
- Urbanus' Bakske vol met stro is een van de "verzoeknummers" die Raymond van het Groenewoud moet zingen in het nummer J'veux de l'amour (1980).
- Urbanus had een cameo in de satirische strip Pest in 't Paleis (1983) door Guido Van Meir en Jan Bosschaert. In het album wordt hij tot paus verkozen, een verwijzing naar de middeleeuwse pausen die dezelfde naam hadden, zoals Urbanus II.
- In het Nero-album De Terugkeer van Geeraard de Duivel (1983) is Urbanus in strook 76 in de hel te zien, samen met Napoleon Bonaparte, Adolf Hitler, Jozef Stalin, Yasser Arafat en Ruhollah Khomeini. Hij houdt een bakje vol met stro vast. Sleen verwees hiermee naar Urbanus' single Bakske vol met stro die spotte met de katholieke leer en hem blijkbaar hierom in de hel deed belanden. Sleen en Urbanus waren overigens goed bevriend met elkaar.
- Urbanus komt voor in het Suske en Wiske-album De Krimson-crisis (1988) als een van de "Vlamingen die Vlaanderen tegenwoordig groot maken". Hij verschijnt terwijl hij Madammen met een bontjas zingt en verwijst tijdens het gevecht tegen Krimson naar zijn sketch Wreed Accident.
- In 1993 werd Urbanus benoemd tot Baron van Ooit in het inmiddels opgedoekte pretpark Het land van ooit.
- Urbanus had een gastrol als "de Knoerifast" in de Vlaamse jeugdreeks Kulderzipken.
- In 1999 werden de handtekening, en een hand- en voetafdruk van Urbanus geplaatst in een betonnen tegel in het Nederlandse Tollebeek.
- Op 5 augustus 1995 trad Urbanus in het huwelijk met Nadine Mignon uit Tollembeek.
- In 2000 werd in de Hernestraat van zijn  woonplaats Tollembeek een beeld van Urbanus geplaatst, ontworpen door Urbain en verwezenlijkt door zijn vriend Koenraad Tinel uit het naburige Vollezele.
- In 2001 veroorzaakte een artikel in MaoMagazine opschudding toen bleek dat Urbanus alleen al via zijn bvba een vermogen van meer dan 2 miljoen euro bleek te bezitten.
- Medio 2001 werd er op de dijk van Middelkerke een standbeeld ter ere van Urbanus onthuld.
- In 2005 eindigde Urbanus op nr. 134 in de Vlaamse versie van De Grootste Belg, buiten de officiële nominatielijst.
- Uit een onderzoek onder 1600 Nederlanders, in 2007 in opdracht van de Vlaamse regering gehouden, bleek dat Urbanus de Bekendste Vlaming/Belg was in Nederland. Hij eindigde vóór Clouseau-zanger Koen Wauters en wielrenner Eddy Merckx.
- Urbanus is een van de jeugdherinneringen die wordt aangehaald in het lied Kvraagetaan (2007) door de Fixkes. Er wordt naar hem verwezen als "een held" en hij had ook een gastrol in de videoclip bij het nummer.
- In 2008 ontving hij de Prijs voor de Vrijheid van de Vlaamsgezinde rechts-liberale denktank Nova Civitas, waar hij een speech gaf over zijn standpunten over Vlaanderen en allochtonen.
- Mr. Pinkpop Jan Smeets is al jaren de manager van Urbanus.